# Raymond Leininger
Pas d'image ? Cliquez ici
Raymond Leininger, né le 6 juillet 1911 à Chamagne (Vosges) et mort le 5 septembre 2003 à Meung-sur-Loire (Loiret), est un alpiniste français auteur de premières ascensions de haut niveau.

## Biographie
Avec ses deux frères (Jean et Pierre) et l'alpiniste Pierre Allain, Raymond Leininger fait partie du Groupe de Bleau qui fréquente chaque week-end le « massif de Fontainebleau ». Ils y pratiquent intensivement l'escalade sur bloc, perfectionnant leur technique d'escalade en vue d'atteindre le plus haut niveau de difficulté en escalade.
Ils expérimentent ensuite leurs techniques en haute montagne. À l'instigation de Pierre Allain, Raymond Leininger, de retour de service militaire, accepte en 1935 de relever le défi d'escalader la face nord de l'aiguille du Dru. Pour parfaire leur entraînement, ils réalisent la première traversée des Grandes Jorasses du col des Hirondelles au col des Grandes Jorasses et la première ascension de la face est de la dent du Caïman dans les aiguilles de Chamonix. Le 1er mai 1935, Raymond Leininger et Pierre Allain s'attaquent victorieusement à la face nord des Drus, en utilisant un matériel de bivouac élaboré par Pierre Allain.
Par la suite, Raymond Leininger accomplit encore de nombreuses premières ascensions dans le massif du Mont-Blanc et dans le massif des Écrins.
En compagnie de son épouse, Nicole Leininger, Raymond répète un grand nombre d'escalades classiques dans les Alpes. En 1938, il entreprend avec elle une expédition à bicyclette reliant les Alpes à l'Hindou Kouch, réalisant au passage l'ascension du mont Damavend en Iran. La Seconde Guerre mondiale met fin à ce périple qui fait l'objet d'un livre La Route sans borne en 1947.
D'août 1942 à 1944, Raymond Leininger est directeur du centre Jeunesse et Montagne « De la Herverie » à Saint-Étienne-en-Dévoluy puis, en 1945, directeur technique de l'Union nationale des centres de montagne (UNCM).
En 1951, il fait la conquête de l'Alpamayo, sommet glacé de la Cordillère des Andes au Pérou avec une expédition franco-belge composée de Jacques Jongen, Claude Kogan, Georges Kogan, Nicole Leininger et Maurice Lenoir.
Raymond Leininger est mort le 5 septembre 2003 à Meung-sur-Loire.

## Premières ascensions

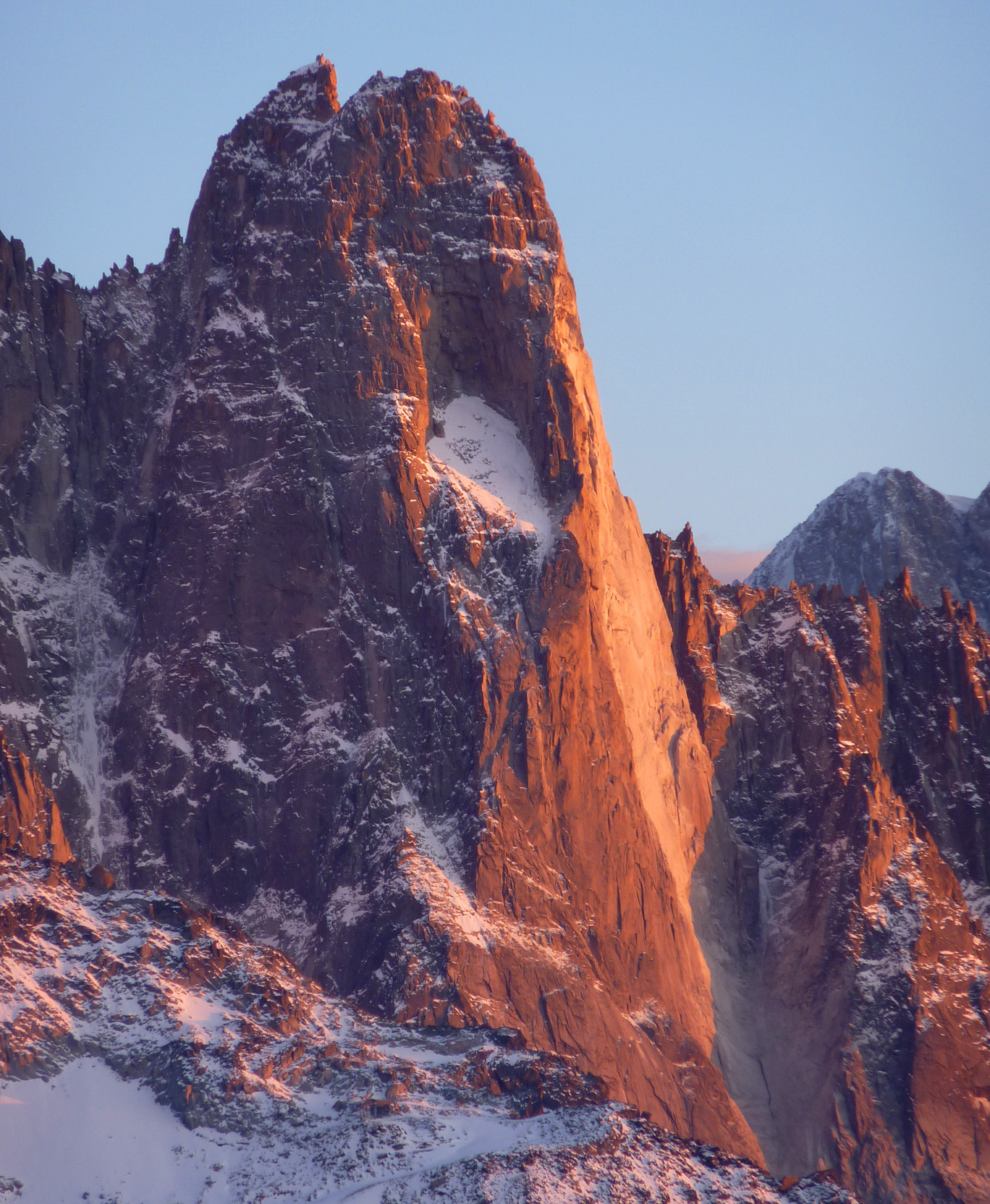
Vue de la face nord des Drus gravie pour la première fois par Pierre Allain et Raymond Leininger le 1er août 1935.

- 1935 - Face est de la dent du Caïman avec Pierre Allain les 17 et 18 juillet
- 1935 - Traversée des Grandes Jorasses, du col des Hirondelles au col des Grandes Jorasses, les 23 et 24 juillet, avec Pierre Allain
- 1935 - Face nord des Drus avec Pierre Allain, le 1er août
- 1935 - Directissime à la face sud de La Meije avec Pierre Allain
- 1936 - Face sud de l'aiguille de Blaitière avec Neuenschwander
- 1936 - Arête nord du pic Sans Nom avec Jean Vernet, Georges Vernet et J. Morin
- 1937 - Arête sud-est de l'aiguille de Blaitière avec Jean Leininger
- 1937 - Face sud de la dent du Crocodile avec Jean Leininger et Pierre Allain
- 1943 - Première voie sur la paroi nord du pic de Bure avec L. Malipier
- 1946 - Face nord de l'aiguille des Grands Charmoz, via l'aiguille de la République, et traversée des arêtes des Charmoz avec G. Bicavelle

## Expédition
- 1951 - expédition franco-belge à la cordillère des Andes avec Jacques Jongen, Claude Kogan, Nicole Leininger, Georges Kogan et Maurice Lenoir. Jacques Jongen, Claude Kogan, Georges Kogan et Maurice Lenoir réalisent la première ascension du Pisco et du sommet nord de l'Alpamayo.

## Publications
- Raymond Leininger et Nicole Leininger, La route sans borne, en campant, de France aux Indes, à bicyclette, J. Susse, 10 mai 1947, 327 p.